# 金蓮山站
金蓮山站（：／ Geumnyeonsan yeok */?）是釜山地鐵2號線沿線的一座地下車站，位於韓國釜山廣域市水营区南川洞。

## 車站結構
站體為2面2線側式月台的地下車站，候車月台設有月台幕門，並有6處出口。
本站可通過候車室轉乘反方向列車。

### 月台配置
| 廣安 ↑ |
| \| 上  |
| ↓ 南川 |

| 月台 | 路線               | 目的地                                 |
| ---- | ------------------ | -------------------------------------- |
| 上行 | ●釜山都市铁道2号线 | 水營、海雲臺、萇山方向                 |
| 下行 | ●釜山都市铁道2号线 | 大淵、西面、沙上、德川、湖浦、梁山方向 |

## 歷史
- 2001年8月8日：落成啟用。

## 車站周邊
- 水營區廳
- 南釜山郵局
- KBS釜山放送總局
- 金蓮山青少年修煉院
- 挪威駐釜山總領事館

## 相鄰車站
釜山交通公社
●釜山都市铁道2号线
廣安（209）－金蓮山（210）－南川（211）